# Спасо-Преображенский монастырь (Арзамас)
Спасо-Преображенский мужской монастырь — монастырь Нижегородской епархии Русской православной церкви, расположенный в центре города Арзамаса Нижегородской области.

## История
Монастырь был основан около 1555 года на берегу озера. Со времени учреждения находился в введении всероссийских митрополитов, а потом патриархов. С появлением обители в Арзамасском крае ускорилось распространение христианства.

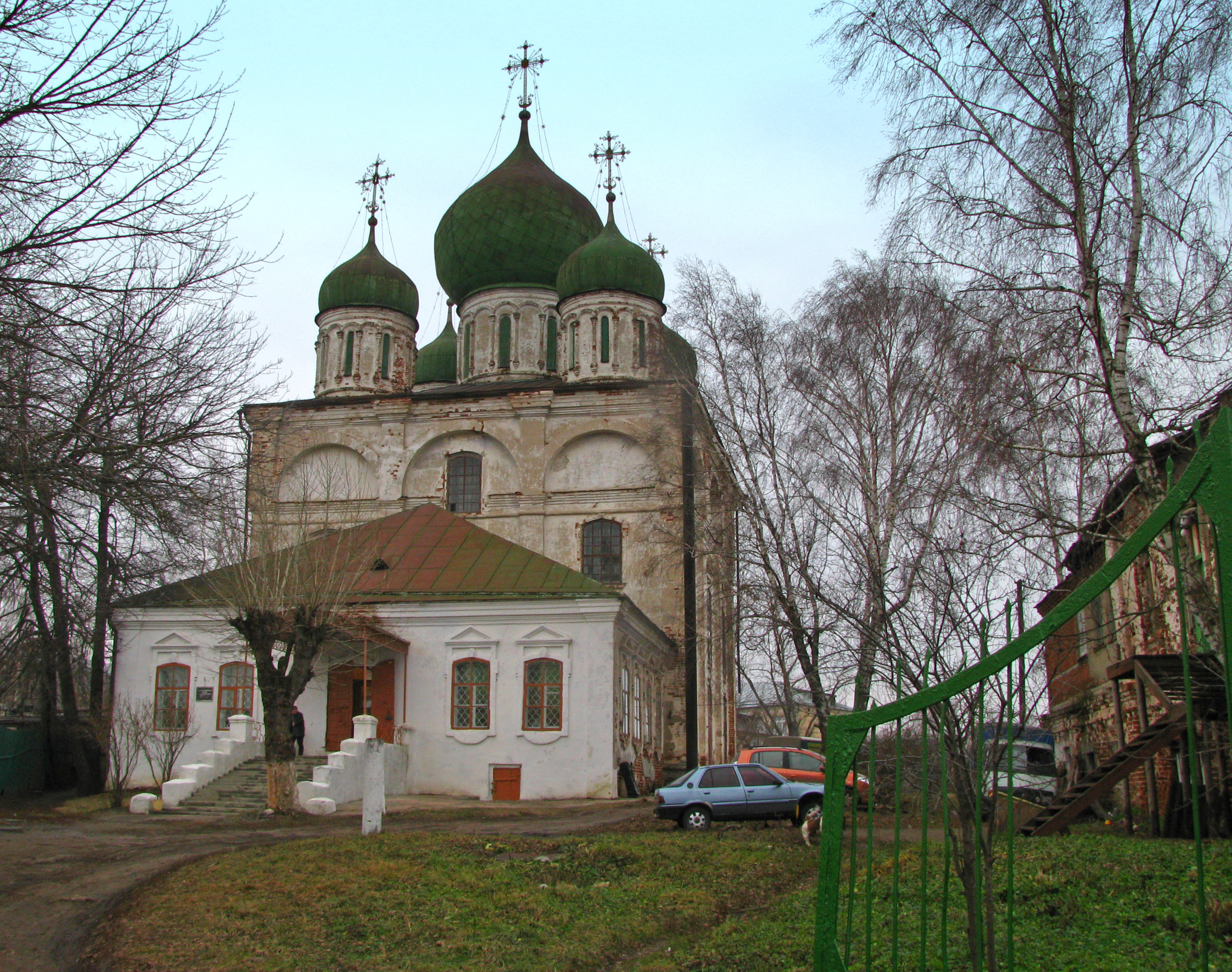
Спасо-Преображенский собор (2009)

Постройки в монастыре были деревянные, со временем они заменялись каменными.
Древнейшим храмом Арзамаса является монастырский собор в честь Преображения Господня. Спасо-Преображенский собор первым был перестроен в камне и сохранился до нашего времени.
К началу XX века в монастыре было три храма и колокольня. Монастырь был общежительный III класса, при монастыре находились духовное училище и приют.
В 1927 году Спасо-Преображенский монастырь был закрыт, разграблен и очень сильно разрушен. После закрытия в нём располагалась швейная фабрика, затем вплоть до настоящего времени — филиал Государственного архива Нижегородской области.
20 апреля 2005 года Священный Синод принял решение об открытии монастыря. Обители была передана восстанавливаемая церковь в честь Благовещения Пресвятой Богородицы, до революции являвшаяся приходской.

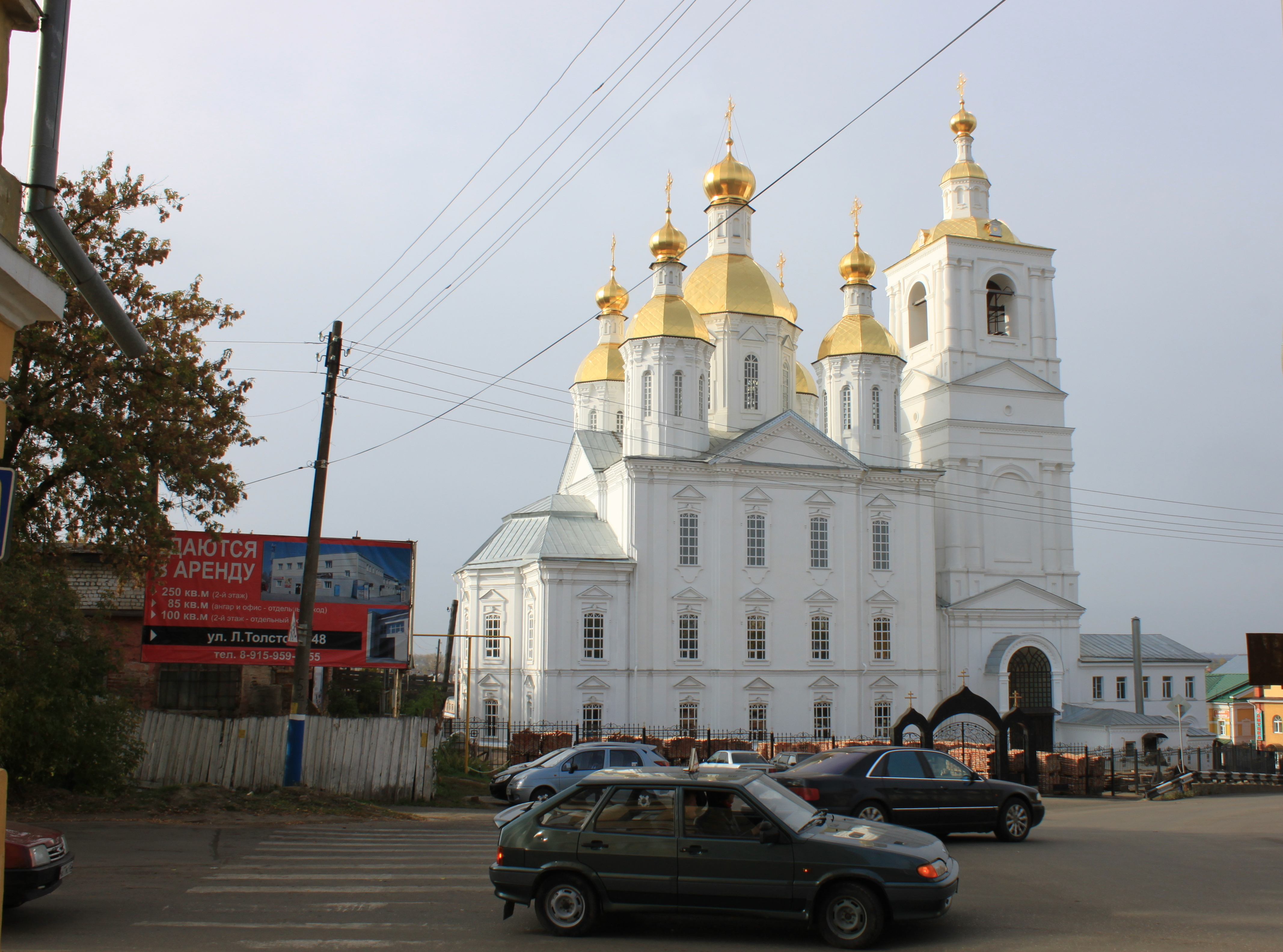
Благовещенская церковь (2013)

Благовещенский приход располагался рядом со Спасским монастырем, поблизости от крепостных стен. В 1775—1788 годах на месте деревянной и каменной церкви был построен новый храм. Архитектура была отчасти заимствована от Успенского собора, незадолго до этого построенного в Саровской пустыни.
Благовещенская церковь была закрыта в 1929 году. В ней разместили общежитие студентов. Позднее в церкви располагался склад горючего МТС и сберкасса.
Восстановление храма началось зимой 2004—2005 годов. На Рождество 2006 года была отслужена первая Божественная литургия.
Восстановленная часовня в честь Спаса Нерукотворного, расположенная рядом с Благовещенской церковью стала монастырским подворьем.
6 октября 2008 года наместником был назначен иеромонах Паисий (Яцко).
С 17 мая 2016 года исполняющим обязанности наместника был назначен архимандрит Тихон (Затёкин), наместник Вознесенского Печерского монастыря в Нижнем Новгороде.